# Amt Käfernburg
Das Amt Käfernburg war ein Amt in der Schwarzburg-Sondershäuser Oberherrschaft. Der Name leitet sich von der Käfernburg ab.
Das Amt Käfernburg bestand ursprünglich aus den Orten
- Alkersleben
- Ettischleben
- Rockhausen
- Angelhausen-Oberndorf
- Görbitzhausen
- Siegelbach
- Branchewinda
- Hausen
- Witzleben
- Dannheim
- Marlishausen
- Wülfershausen
- Dornheim
- Niederwillingen
- Elleben
- Oberwillingen

Im Jahr 1725 wurden zusätzlich Görbitzhausen und Siegelbach als Bestandteile genannt.
Am Ende des 18. Jahrhunderts ging das Amt Käfernburg im Amt Arnstadt auf. Bereits vorher waren sie vom gleichen Amtmann verwaltet worden.